# Stephen Morris
Stephen Paul David Morris (28 de octubre de 1957) es un músico y productor británico más conocido por su trabajo con la banda New Order y, anteriormente, Joy Division.
Es conocido por su batería que montó con los sonidos de la caja de ritmos de New Order y Joy Division.
Obtuvo el puesto número 5 de los 50 Mejores Bateristas de Rock de Todos los Tiempos en la revista Stylus.

## Biografía
Morris nació en Macclesfield, Cheshire, Inglaterra. Asistió a The King’s School, Macclesfield, igual que Ian Curtis, que también estaba en Joy Division. Fue elegido baterista del grupo Joy Division, tras un largo proceso de selección. En 1979, Morris fue interrogado por el Yorkshire Ripper. El calendario de la gira de Joy Division parecía ser similar a los movimientos de Peter Sutcliffe, lo cual dio lugar a las sospechas de la policía. Tras las actuaciones en Halifax, Huddersfield, Leeds y Mánchester, tanto Morris como el bajista Peter Hook fueron interrogados.
Desde el principio, Morris fue también un fuerte candidato para convertirse en el vocalista de New Order, y su voz se puede oír en algunas de las primeras pistas (especialmente las versiones en vivo). También ha colaborado musicalmente en demos aún inéditas de Quando Quango.
A pesar de que es ante todo un percusionista, Morris también toca los teclados. Tocó la batería en un par de canciones de Echo & the Bunnymen cuando ellos y New Order estaban grabando en Amazon Studios en Liverpool en 1986, una época en la que Echo and the Bunnymen no tenían un baterista a tiempo completo. New Order estaba grabando 'Brotherhood' mientras Echo & the Bunnymen grababan su quinto álbum del mismo nombre.
Él y Gilbert viven en Rainow, fuera de Macclesfield. Juntos formaron el proyecto paralelo The Other Two. Tienen dos hijas, Tilly y Grace.
En 2007, Morris y Gilbert remixaron dos canciones para el álbum de remixes Year Zero Remixed de Nine Inch Nails. En junio de 2009, él, junto con otros miembros de New Order (excepto Peter Hook) formó una nueva banda llamada Bad Lieutenant, junto con el bajista Alex James de Blur, aunque James no se quedó en la banda debido a la distancia de viaje de los otros miembros. Tom Chapman reemplazó a Alex James en el bajo en la alineación final. Bad Lieutenant lanzó su álbum debut "Never Cry Another Tear" en 2009 y realizó una gira de octubre de 2009 a abril de 2010. Habían empezado a trabajar en un segundo álbum y realizado varios espectáculos excepcionales. New Order se reformó en el verano de 2011, y Morris volvió a tocar con New Order.
Morris es un fan de la serie de televisión Doctor Who. Tiene una réplica a tamaño real de Dalek en su sala de ensayos, y Sumner ha llamado al Dalek "el sexto miembro de" New Order. Algo propio de un excéntrico, Morris posee varios vehículos militares.